# Constanze Jacobi
Constanze Erdmunde Jacobi, verh. Dawison (* 2. Februar 1824 in Altenburg; † 23. November 1896 in Dresden) war eine Pianistin, Sängerin und mit dem Schauspieler Bogumil Dawison verheiratet.

## Leben

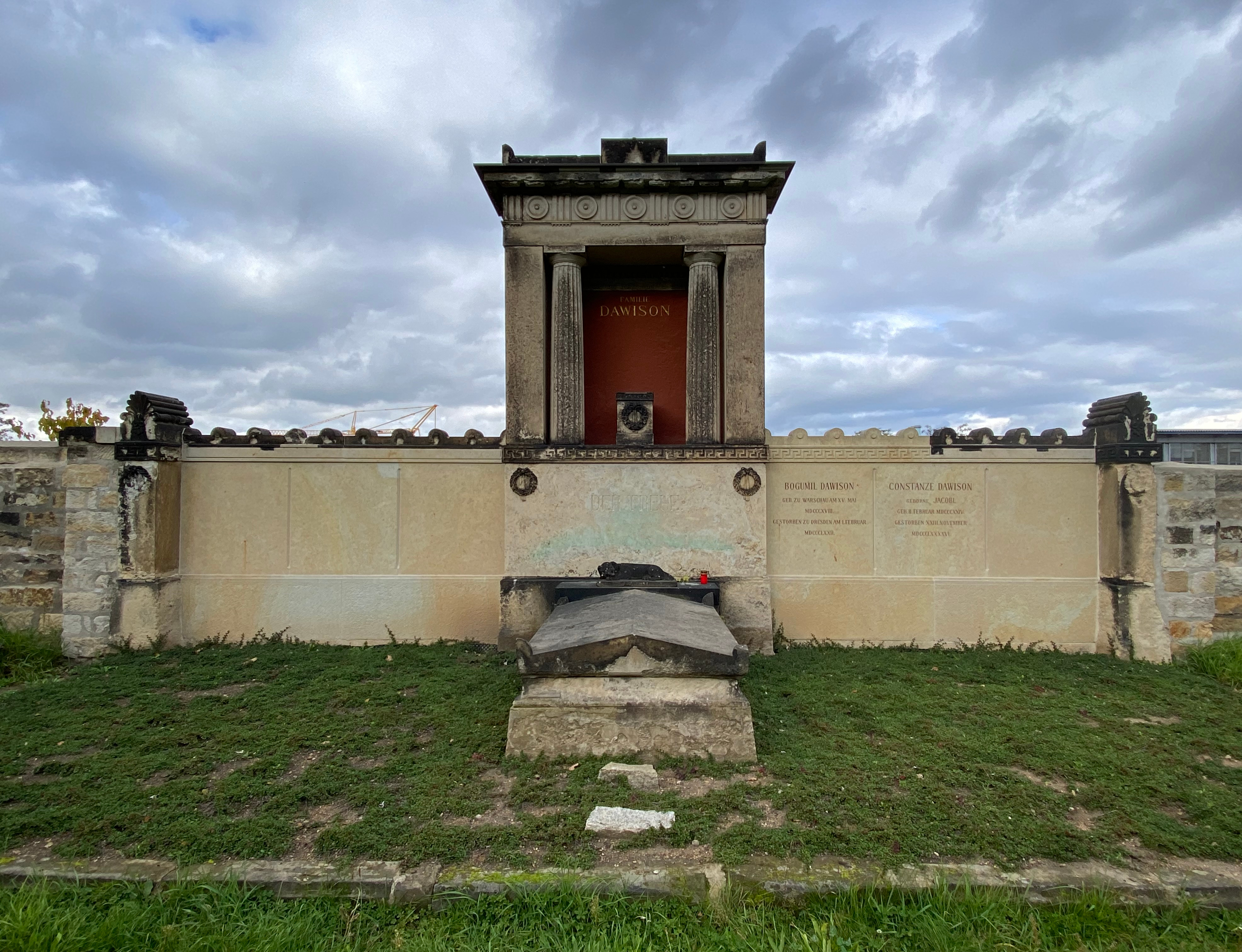
Grab von Constanze Jacobi auf dem Alten Annenfriedhof in Dresden

Constanze Jacobi studierte an dem 1843 gegründeten Leipziger Konservatorium als eine der ersten Schülerinnen Klavier und Gesang bei Henriette Grabau-Bünau, Felix Mendelssohn Bartholdy und Robert Schumann. Schumann zählte sie zu seinen besten Schülern, er widmete ihr seine 1849 komponierten „Drei Gesänge aus Lord Byrons Hebräischen Gesängen für eine Singstimme mit Begleitung der Harfe oder des Pianoforte“ op. 95.
Constanze Jacobi trat in Leipzig und Dresden auf, zunächst als Pianistin und Sängerin, später überwiegend als Sängerin (Sopran und Alt). In Dresden war sie oft bei den musikalischen Gesellschaften des Ehepaares Schumann zu Gast. Als diese 1854 nach Düsseldorf zogen, besuchte sie Constanze Jacobi auch dort und wirkte bei einer privaten Aufführung von Schumanns „Sechs Gedichte von Nikolaus Lenau und Requiem“ op. 90 mit. Ende der 1850er lebte sie als Musiklehrerin in Dresden. Am 3. Januar 1861 heiratete sie den königlich-sächsischen Hofschauspieler Bogumil Dawison (1818–1872) und zog sich von der Bühne zurück. Sie begleitete ihn auf seinen Gastspielreisen, u. a. 1866 und 1867 durch die USA. Nach dem Tod ihres Ehemannes lebte sie in Dresden, wo sie 1896 verstarb. Ihr Grab befindet sich auf dem Alten Annenfriedhof.
Ihr musikalisches Stammbuch, das wertvolle Autographe berühmter Musikerpersönlichkeiten enthält, wird im Heinrich-Heine-Institut Düsseldorf aufbewahrt.